# Jabrill Peppers
(en) Statistiques sur pro-football-reference
Jabrill Peppers, né le 4 octobre 1995 à East Orange, est un sportif professionnel américain de football américain jouant au poste de strong safety dans la National Football League (NFL) depuis la saison 2017.
Au niveau universitaire, il a joué pendant trois saisons (2014-2016) pour les Wolverines de l'université du Michigan au sein de la NCAA Division I FBS.
Il est sélectionné par la franchise des Browns de Cleveland lors du premier tour de la draft 2017 de la NFL où il reste deux saisons. Il rejoint ensuite les Giants de New York en 2019 et les Patriots de la Nouvelle-Angleterre en 2022.

## Biographie

### Carrière universitaire
Étudiant à l'université du Michigan, il joue avec les Wolverines de 2014 à 2016.
| Saison | Équipe   | Statut | MJ |        | Défense | Défense | Défense | Défense | Défense |         | Attaque | Attaque | Attaque | Attaque    | Attaque    | Attaque    | Attaque    | Attaque | Attaque |      | Retours | Retours | Retours | Retours  | Retours  | Retours  | Retours  | Retours  | Retours | Retours | Retours |
| Saison | Équipe   | Statut | MJ | Tackle | Sack    | Déf.    | Int.    | FF      | Courses | Courses | Courses | Courses |         | Réceptions | Réceptions | Réceptions | Réceptions | Punt    | Punt    | Punt | Punt    | Punt    |         | Kick off | Kick off | Kick off | Kick off | Kick off |         |         |         |
| Saison | Équipe   | Statut | MJ | Tackle | Sack    | Déf.    | Int.    | FF      | Nb.     | Yards   | Moy.    | TD      | Nb.     | Yards      | Moy.       | TD         | Nb.        | Yards   | Moy.    | TD   | Long    | Nb.     | Yards   | Moy.     | TD       | Long     |          |          |         |         |         |
| 2014   | Michigan | Fr.    | 3  | 8      | 0       | 0       | 0       | 0       | 0       | 0       | 0,0     | 0       | 0       | 0          | 0,0        | 0          | 1          | 6       | 6,0     | 0    | 6       | 0       | 0       | 0,0      | 0        | 0        |          |          |         |         |         |
| 2015   | Michigan | So.    | 12 | 45     | 0       | 10      | 0       | 0       | 18      | 72      | 4,0     | 2       | 8       | 79         | 9,9        | 0          | 17         | 194     | 11,4    | 0    | 41      | 9       | 223     | 27,9     | 0        | 49       |          |          |         |         |         |
| 2016   | Michigan | Jr.    | 12 | 72     | 4       | 1       | 1       | 1       | 27      | 167     | 6,2     | 3       | 2       | 3          | 1,5        | 0          | 21         | 310     | 14,8    | 1    | 54      | 10      | 260     | 26,0     | 0        | 55       |          |          |         |         |         |
| Totaux | Totaux   | Totaux | 27 | 125    | 4       | 11      | 1       | 1       | 45      | 239     | 5,3     | 5       | 10      | 82         | 8,2        | 0          | 39         | 510     | 13,1    | 1    | 54      | 19      | 483     | 25,4     | 0        | 55       |          |          |         |         |         |

### Carrière professionnelle

#### Browns de Cleveland

##### 2017
Peppers est choisi en 25e position lors du premier tour de la draft 2017 de la NFL par la franchise des Browns de Cleveland. Il est le 2e joueur sélectionné par les Browns lors de cette draft après Myles Garrett,.
| Taille               | Poids          | Bras            | Main           | Sprint   | Sprint   | Sprint   | Shuttle 20 yards | 3 cones drill | Détente        | Détente             | Développé couché | Test Wonderlic |
| Taille               | Poids          | Bras            | Main           | 40 yards | 10 yards | 20 yards | Shuttle 20 yards | 3 cones drill | verticale      | horizontale         | Développé couché | Test Wonderlic |
| 1,80 m (5 ft 10⅞ in) | 97 kg (213 lb) | 78 cm (30 ¾ in) | 24 cm (9 ⅝ in) | 4,46 s   | 1,54 s   | 2,62 s   | -                | -             | 90 cm (35½ in) | 3,25 m (10 ft 8 in) | 19 reps          | 26             |

Le 22 juillet 2017, les Browns de Cleveland signent Peppers pour une durée de 4 ans et un montant garanti de 10,7 millions de $ dont 5,6 millions de bonus à la signature.
Peppers débute le camp d'entrainement comme titulaire au poste de free safety en vue du débt de saison, aux côtés du strong safety Derrick Kindred (en). Il est également désigné comme titulaire pour les postes de kick et de punt returner.
Il fait ses débuts professionnels lors du premier match de la saison régulière 2017 joué contre les Steelers de Pittsburgh (défaite 16-21). Il y compile quatre tacles, une passe déviée, un retour de kickoff de 14 yards et 3 retours de punt pour un gain cumulé de 34 yards. Il est déclaré inactif lors de 7 et 8e semainess à la suite d'une blessure à l'orteil. En 11e semaine contre les Bengals de Cincinnati (défaite 16-30), il totalise 7 tacles (record de sa saison). Il manque le match de la 14e semaine à la suite d'une blessure au genou. Le 31 décembre 2017 lors de la défaite 24-28 contre les Steelers, il totalise 4 tacles en solo, dévie une passe adverse et réussit sa première interception en carrière pro (passe de Landry Jones dans le 1er quart temps). 

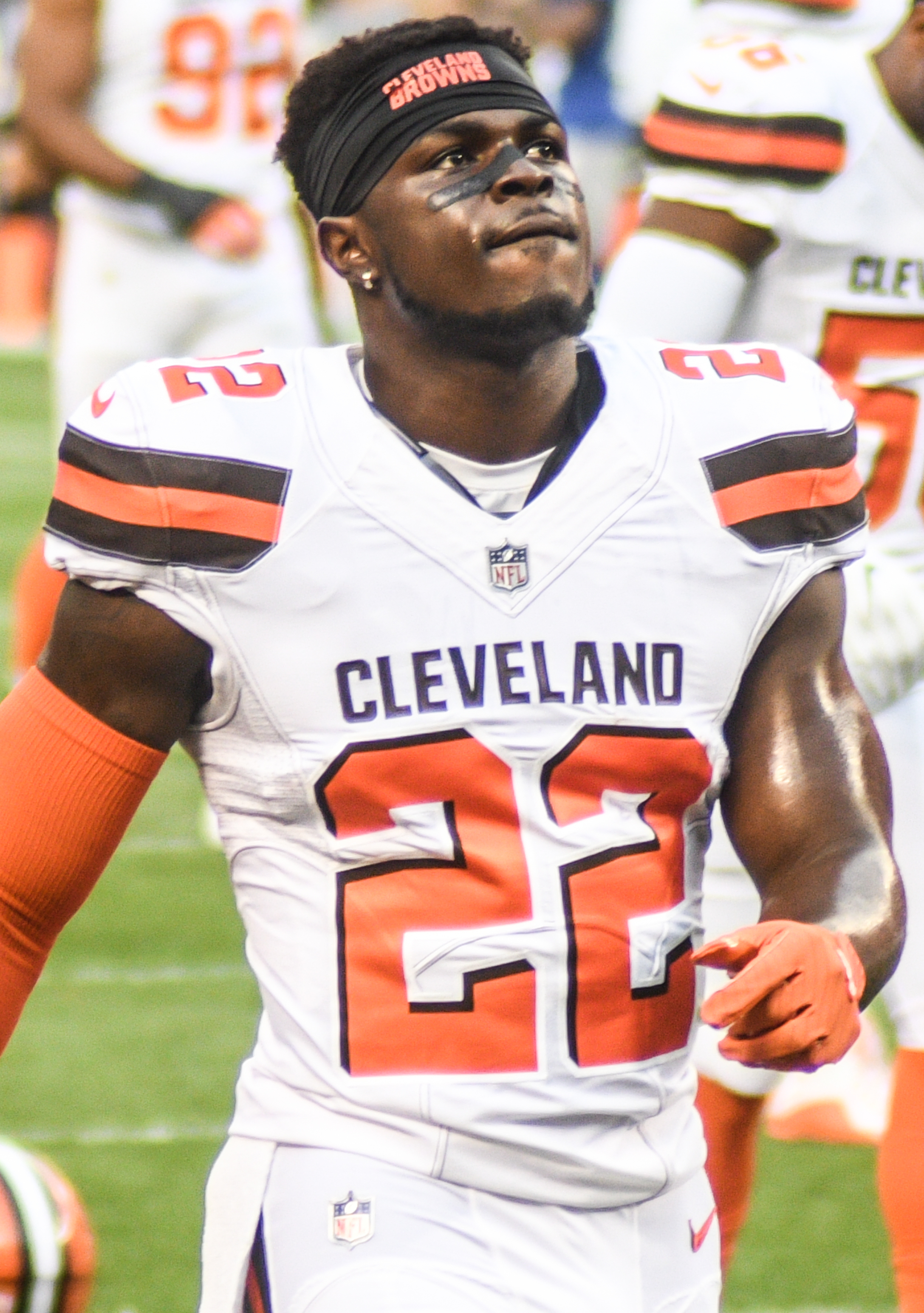
Peppers chez les Browns en 2017.

Il termine son année rookie 2017 avec un total de 57 tacles (dont 44 en solo), 3 passes déviées et 1 interception au cours de ses 13 matchs disputés comme titulaire. Il compile également 14 retour de kickoff pour un gain de 318 yards (moyenne de 22,7 yards par retour) et 30 retours de punt pour un gain cumulé de 180 yards (moyenne de 6 yards par retour). Les Browns terminent la saison 2017 sans avoir gagné un match (0–16). Peppers a été aligné comme free safety pour 88,2 % des jeux défensifs des Browns et a reçu une note de 45,5 par Pro Football Focus.

##### 2018
Le coordinateur défensif Gregg Williams (en) choici de replacer Peppers à la place de strong safety après avoir acquis Damarious Randall (en). Il entre ainsi en compétition avec Derrick Kindred et devient titulaire à ce poste 
dès le début de la saison, aux côtés du free safety Damarious Randall et des cornerbacks Denzel Ward et T. J. Carrie (en). Il conserve également ses fonctions de kick et punt returner. Au cours de la 15e semaine contre les Broncos de Denver, Peppers réussit 6 tacles, une interception et un sack gagnant lors du 4e quart temps.

#### Giants de New York

##### 2019
En mars 2019, Peppers est envoyé chez les Giants de New York en contrepartie partielle du transfert d'Odell Beckham Jr. chez les Browns. Lors de la victoire 24-3 en 4e semaine contre les Redskins de Washington, Peppers inscrit un touchdown de 32 yards (pick six) à la suite de l'interception d'une passe du quarterback Dwayne Haskins 
En 9e semaine contre les Cowboys de Dallas à l'occasion du Monday Night Football (féfaite 18-37), Peppers compile 12 tacles (record de l'équipe) et force un fumble du wide receiver Randall Cobb qui est recouvert par le Giant Antoine Bethea. Le 7 décembre 2019, il est placé dans la liste des réservistes blessés à la suite d'une fracture de l'apophyse transversale subie en 11e semaine contre les Bears de Chicago,.

##### 2020 - 2021
Le 29 avril 2020, les Giants activent l'option de 5e année du contrat de Peppers pour un montant garanti de 6,77 millions de $ pour la saison 2021. Il est désigné capitaine des unités spéciales pour la saison 2020. 
Lors du Thursday Night Football de la 7e semaine Contre les Eagles de Philadelphie (défaite 21-22), Peppers réussit le premier sack de sa saison sur le quarterback Carson Wentz
Il est sanctionné d'une amende de 11,301 $ à la suite d'un choc ayant blessé le quarterback Kyle Allen lors de la victoire 23-20 contre la  Washington Football Team. Pendant ce match, Peppers a également recouvert un fumble adverse et réussit une interception de passe d'Alex Smith lequel avait remplacé Allen. 
Le 26 octobre 2021, Peppers est placé sur la liste des réservistes blessés après une déchirure des ligaments croisés antérieurs et une entorse haute de la cheville en 7e semaine ce qui met un terme à sa saison,.

#### Patriots de la Nouvelle-Angleterre

##### 2022
Le 4 avril 2022, Peppers signe un contrat d'un an avec les Patriots de la Nouvelle-Angleterre. En 2022, Peppers participe à 17 matchs dont cinq en tant que titulaire, jouant également en équipes spéciales. Il termine avec un bilan de 60 plaquages et un fumble recouvert.

#### 2023
Le 17 mars 2023, Peppers resigne un cointrat de deux ans avec les Patriots,. Il change également de numéro pour porter le « 5 » plutôt que le « 3 ». Il est titulaire au cours de 15 matchs en 2023 totalisant 78 plaquages, un sack, deux interceptions et huit passes déviées.

#### 2024
Le 26 juillet 2024, Peppers signe un contrat de trois ans avec les Patriots pour un montant de 30 millions de dollars . Le 9 octobre 2024, Peppers est placé en congé administratif ce qui l'empêche d'assister aux entraînements et aux matchs, à la suite de son arrestation pour violence domestique et possession de cocaïne,,. Il est toutefois réintégré le 25 novembre de la même année.

## Statistiques
| Année         | Équipe                             | MJ |                 | Plaquages       | Plaquages       | Plaquages       | Plaquages       |                 | Interceptions   | Interceptions   | Interceptions | Interceptions |  | Fumbles | Fumbles |
| Année         | Équipe                             | MJ | Total           | Seul            | Ast.            | Sacks           | Nb.             | Yards           | Déf.            | TD              | Nb.           | Rec.          |  |         |         |
| 2017          | Browns de Cleveland                | 13 | 57              | 44              | 13              | 0,0             | 1               | 0               | 03              | 0               | 0             | 1             |  |         |         |
| 2018          | Browns de Chicago                  | 16 | 79              | 52              | 27              | 1,0             | 1               | 0               | 05              | 0               | 0             | 3             |  |         |         |
| 2019          | Giants de New York                 | 11 | 76              | 51              | 25              | 0,0             | 1               | 32              | 05              | 1               | 3             | 0             |  |         |         |
| 2020          | Giants de New York                 | 15 | 91              | 57              | 34              | 2,5             | 1               | 06              | 11              | 0               | 1             | 1             |  |         |         |
| 2021          | Giants de New York                 | 06 | 26              | 19              | 10              | 1,0             | 0               | 0               | 01              | 0               | 0             | 0             |  |         |         |
| 2022          | Patriots de la Nouvelle-Angleterre | 17 | 60              | 35              | 25              | 0,0             | 0               | 0               | 0               | 0               | 0             | 1             |  |         |         |
| 2023          | Patriots de la Nouvelle-Angleterre | 15 | 78              | 52              | 26              | 1,0             | 2               | 34              | 08              | 0               | 1             | 1             |  |         |         |
| 2024          | Patriots de la Nouvelle-Angleterre | ?  | Saison en cours | Saison en cours | Saison en cours | Saison en cours | Saison en cours | Saison en cours | Saison en cours | Saison en cours | ?             | ?             |  |         |         |
| Totaux NFL    | Totaux NFL                         | 93 | 471             | 311             | 160             | 5,5             | 6               | 72              | 33              | 1               | 5             | 7             |  |         |         |
| Totaux Browns | Totaux Browns                      | 29 | 137             | 097             | 040             | 1,0             | 2               | 0               | 08              | 0               | 0             | 4             |  |         |         |
| Totaux Giants | Totaux Giants                      | 32 | 196             | 127             | 069             | 3,5             | 2               | 38              | 17              | 1               | 4             | 1             |  |         |         |

## Récompenses
- High School : Sophomore de la saison de l'Air Force National (2011).

- NCAA :
  - Meilleur Freshman de l'année en Big Ten Conference (2015) ;
  - Freshman All-American (2015) ;
  - Sélectionné dans la seconde équipe All-American (2015) ;
  - Meilleur joueur défensif de la saison en Big Ten Conference (2016) ;
  - Meilleur linebacker de la saison en Big Ten Conference (2016) ;
  - Sélectionné dans l'équipe type de la Big Ten Conference (2015 et 2016)
  - Meilleur spécialiste des retours de la saison (2016) ;
  - All-American (2016).
  - Vainqueur du Trophée Lott (2016)
  - Vainqueur du Paul Hornung Award (en) (2016)

## Vie privée
Peppers grandit à East Orange dans le New Jersey auprès de sa mère, Ivory Bryant. Alors qu'il est âgé de 7 ans, son père, Terry Peppers, est arrêté après avoir été inculpé dans une affaire de racket en tant que membre du gang Bloods. Il est libéré en 2014. Son plus vieux frère, Don Curtis, décède en janvier 2010, après avoir été abattu alors qu'il se tenait au comptoir du restaurant Lucky Joy de Newark. Peppers est un passionné de rap
Il a déclaré qu'il s'était toujours intéressé au programme de football américain des Wolverines du Michigan et qu'il était fan de Charles Woodson. Il a cultivé une relation avec Woodson tout au long de son séjour à l'université du Michigan. Peppers est également membre de Omega Psi Phi lors de ses études de premier cycle à l'Université du Michigan (chapitre Phi).
Le 6 mars 2017, il est annoncé que Peppers a signé un contrat portant sur plusieurs années avec la société Adidas.

### Problèmes juridiques
Le 5 octobre 2024, Peppers est arrêté à Braintree dans le Massachusetts à la suite de violence domestique et de possession de cocaïne
,,. Son avocat affirme cependant que « les preuves contredisent complètement la version de la victime présumée » . A l'audience du 22 novembre 2024, le tribunal fixe la date de son procès au 22 janvier 2025,. Le même jour, il est également rendu public que son accusatrice a déposé une plainte civile à son encontre lui réclamant un dédommagement de 10,5 millions de dollarsref name="trialdateandmore" />,. Depuis son arrestation, Peppers est tenu d'éviter tout contact avec son accusatrice,,.